# 第2回ワシントン会談
第2回ワシントン会談（だい2かいワシントンかいだん、英:Second Washington Conference）は、第二次世界大戦中の1942年6月19日から6月25日までアメリカ・ワシントンD.C.で開催された国際会談。アメリカ合衆国大統領フランクリン・ルーズベルトとイギリス首相ウィンストン・チャーチルが参加した。公式な会談とは捉えられなかったのでコードネームは設定されていない。
6月19日と20日の2日間、ニューヨークのハイド・パークで事前の会談が開かれている。
ワシントンで行われたこの会談では、連合国がどのようにしてソヴィエト連邦を支援するかについて議論された。アメリカはフランスで西部戦線の展開を望んでいたが、イギリスはこれに難色を示した。というのも、イギリスは地中海の戦いで展開しているイタリアが枢軸国の弱点であるとにらんだため、共同戦線を開き、枢軸国陣営を弱体化させようと提案したからである。両国は最終的にトーチ作戦をたて、まず北アフリカにあるヴィシー・フランスの植民地へ侵攻することで合意した。アメリカはこの作戦のため、ドワイト・D・アイゼンハワー中将をヨーロッパ作戦戦域司令官に任命した。
ルーズベルトとチャーチルの2人はほかにも、太平洋戦争会議でユーゴスラビア王国のペータル2世やソヴィエトの代表などとも会談している。